# Hans-Dieter Grabe

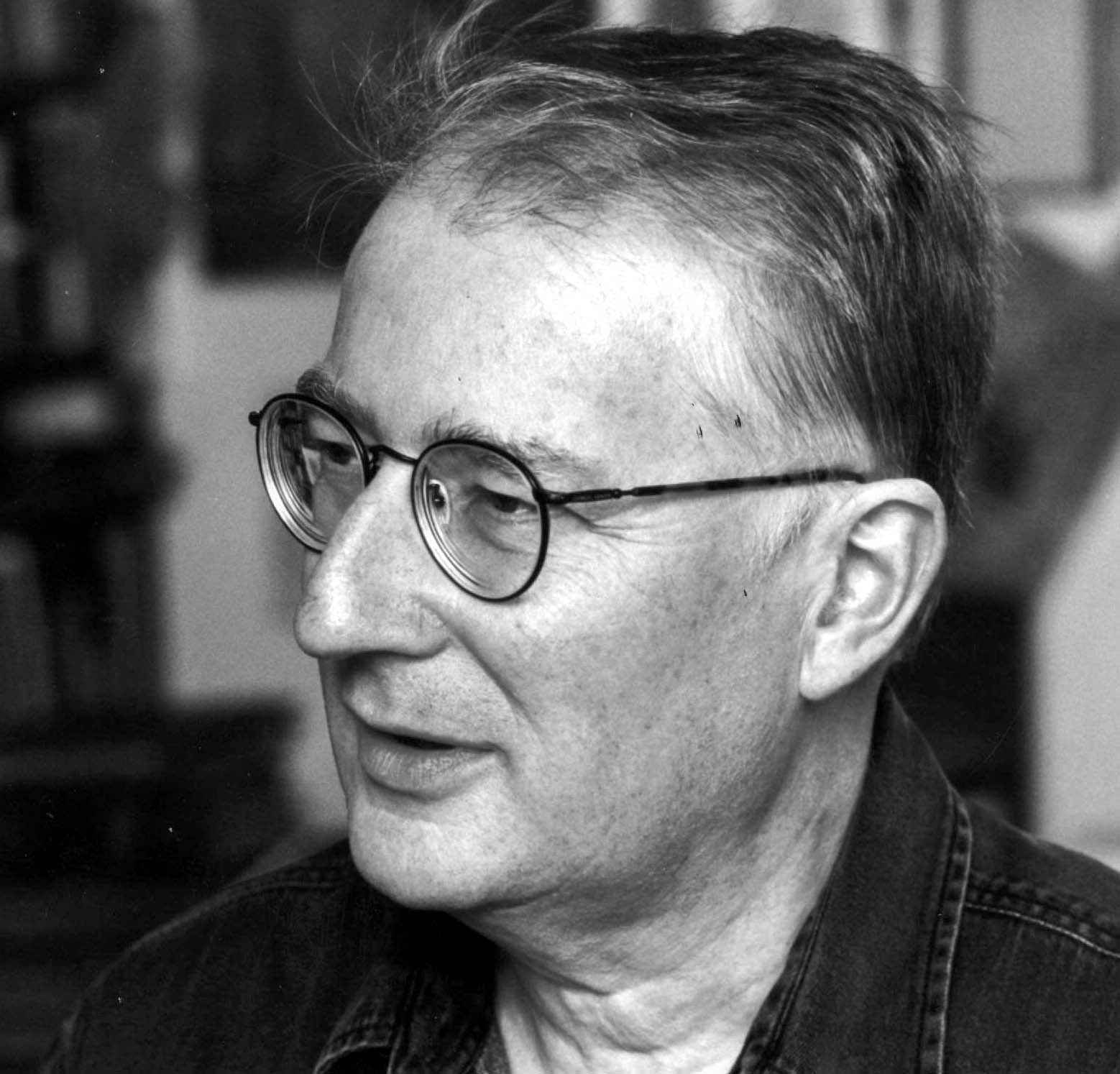
Der Dokumentarfilmer Hans-Dieter Grabe (2001)

Hans-Dieter Grabe (* 6. März 1937 in Dresden) ist ein deutscher Dokumentarfilmer und Regisseur. Er wurde vor allem für seine Langzeitstudien bekannt.

## Leben
Geboren ist Grabe in Dresden als Sohn von Kurt Grabe, einem Berufsoffizier, zu Kriegsende Oberst der Luftwaffe. Nach der Alliierten Bombardierung Dresdens zog er nach Cottbus und besuchte dort die Schule bis 1955. Von 1955 bis 1959 folgte ein Studium an der Deutschen Hochschule für Filmkunst in Potsdam-Babelsberg. Von 1960 bis 1962 arbeitete Grabe als freier Mitarbeiter beim Fernsehen des Bayerischen Rundfunks in München. Anschließend wurde er Redakteur beim ZDF, für das er bis zu seinem 65. Lebensjahr (2002) arbeitete. Hans-Dieter Grabe ist Autor und Regisseur von rund 60 gesellschaftspolitischen und zeitgeschichtlichen Dokumentarfilmen.

„Grabes Arbeiten sind seit vielen Jahren Bestandteil von Festivals, von Filmkunst-, Universitäts-, Filmhochschul- und Fortbildungsveranstaltungen. Film- und Medienwissenschaftler beschäftigen sich mit seinem Werk. In den meisten seiner, von ZDF, 3sat, arte und Phoenix oft wiederholten Dokumentarfilme stellt Grabe unbekannte und von ihm selbst gesuchte und gefundene Menschen in den Mittelpunkt. Zahlreiche Auszeichnungen belegen Grabes Fähigkeit, die Lebens- und Zeitgeschichtserfahrungen seiner Protagonisten in einer den Zuschauer berührenden und für ihn nacherlebbaren Weise zu gestalten. Schon bald begann er, Personen aus seinen früheren Arbeiten wieder aufzusuchen wie den kriegsverletzten Vietnamesen Do Sanh oder den polnischen Juden und KZ-Häftling Mendel Szajnfeld. Aus den Wiederbegegnungen entstanden neue Filme. Momentaufnahmen wurden nun zu Dokumentarfilmen über Entwicklungen und Veränderungen im Leben von Grabes Protagonisten. Die Zuschauer bekommen so die Gelegenheit, die Personen genauer kennen zu lernen, mit ihrem Leben und mit ihren Lebenserfahrungen vertraut zu werden, was dazu führt, dass sie intensiver und länger über das Gesehene und Gehörte nachdenken können aber auch über sich selbst. Mit seinen Arbeiten hat Grabe seit über 30 Jahren das Gesicht des Fernsehdokumentarfilms mitgeprägt und ist Vorbild für viele, die in diesem Genre arbeiten bzw. arbeiten wollen.“

Grabe ist Mitglied der Akademie der Künste (Berlin) und Ehrenmitglied der Deutschen Filmakademie.
In der Dokumentation Waffenstillstand – Mein Sommer ’45 in Dresden berichtet Grabe über das Kriegsende aus seiner Sicht.

## Auszeichnungen
- Ehrendiplom des Adolf-Grimme-Preises für: Wohlfahrt in Waffen (1963)
- Adolf-Grimme-Preis in Silber und Wertung der Marler Gruppe (in Verbindung mit dem Adolf-Grimme-Preis): Platz 1 und Sonderpreis der Union Asiatischer Rundfunk- und Fernsehanstalten für: Nur leichte Kämpfe im Raum Da Nang (1970)
- Adolf-Grimme-Preis in Gold und Wertung der Marler Gruppe (in Verbindung mit dem Adolf-Grimme-Preis): Platz 1 und Eduard-Rhein-Preis (3. Preis) und Preis der Deutschen Filmkritik für: Hiroshima, Nagasaki – Atombombenopfer sagen aus (1985)
- Robert-Geisendörfer-Preis (2. Preis) und Eduard-Rhein-Preis (1. Preis) für: Abdullah Yakupoglu: Warum habe ich meine Tochter getötet? (1986)
- Wertung der Marler Gruppe (in Verbindung mit dem Adolf-Grimme-Preis): Platz 2 für: Jens und seine Eltern (1990)
- Spezialpreis des Film- und Fernsehverbandes, Dokumentarfilmfestival Leipzig für: Dien, Chinh, Chung und Tung – Lebensversuche in Vietnam (1990)
- Robert-Geisendörfer-Preis (1. Preis) für: Do Sanh (1991)
- Adolf-Grimme-Preis (zusammen mit Kameramann Horst Bendel und Sprecher Walter Renneisen) und Ehrende Anerkennung, Fernsehwettbewerb LiteraVision – Fernsehpreis der Landeshauptstadt München für: Er nannte sich Hohenstein (1994)
- Deutscher Kritikerpreis für das Gesamtwerk (1994)
- Friedensfilmpreis der Internationalen Filmfestspiele Berlin für: Er nannte sich Hohenstein (1994) und den Epilog Drei Frauen aus Poddembice (1995)
- Nominierung Deutscher Fernsehpreis Telestar (ARD und ZDF) für: Frau Siebert und ihre Schüler (1997)
- Deutscher Fernsehpreis Der Goldene Löwe (RTL) für: Do Sanh – der letzte Film (1998)
- Preis der deutschen Filmkritik und ARTE-Dokumentarfilmpreis für: Mendel lebt (1999)
- Grand Prix aller Kategorien, Internationales Festival des Unabhängigen Films, Brüssel für: Do Sanh – der letzte Film (1999)
- Bundesverdienstkreuz für das Gesamtwerk (2002)
- Nominierung Adolf-Grimme-Preis und Nominierung Deutscher Fernsehpreis für: Diese Bilder verfolgen mich (2003)
- Adolf-Grimme-Preis für 20 × Brandenburg – Grabe war an diesem Projekt mit dem Beitrag Wiederbegegnung beteiligt (2011)
- Preis der Deutschen Filmkritik für: Raimund – ein Jahr davor (2013)
- Nominierung Adolf-Grimme-Preis für Anton und ich (2018)

## Filme
- 1963: Wohlfahrt in Waffen – ein Bericht über das neutrale Schweden
- 1964: Die Befreiten – Österreicher in der Neutralität
- 1965: Kuwait – ein Scheichtum stürzt ins 20. Jahrhundert
- 1966: Hoffnung – Fünfmal am Tag. Beobachtungen auf einem Deutschen Bahnhof
- 1966: Auslandsschulen mangelhaft – Bericht über ein deutsches Versäumnis
- 1966: Die Helgoland in Vietnam
- 1967: Und da erschrak die Monarchie – Bericht über den Aufstieg des dänischen Kommunistenführers Aksel Larsen
- 1968: Die Trümmerfrauen von Berlin
- 1968: Lava – Der Ätna und seine Menschen
- 1968: Hinter schwedischen Gardinen – Experimente und Reformen in Schwedens Strafvollzug
- 1970: Nur leichte Kämpfe im Raum Da Nang
- 1972: Mendel Schainfelds zweite Reise nach Deutschland
- 1972: Wer schießt auf Ralf Bialla?
- 1977: Mehmet Turan oder noch ein Jahr, noch ein Jahr…
- 1979: Das Wunder von Lengede oder Ich wünsch’ keinem, was wir mitgemacht haben
- 1980: Emil Zátopek oder Dana sagt: Bier macht dumm
- 1981: Bernauer Straße 1 bis 50
- 1981: Fritz Teufel oder Warum haben Sie nicht geschossen?
- 1983: Ludwig Gehm – ein deutscher Widerstandskämpfer
- 1984: Dr. med. Alfred Jahn, Kinderchirurg in Landshut
- 1985: Hiroshima, Nagasaki – Atombombenopfer sagen aus
- 1986: Abdullah Yakupoglu: Warum habe ich meine Tochter getötet?
- 1987: Gudrun Pehlke – Statistisch gesehen sind Sie tot
- 1989: Die Ohnmacht überwinden – Elisabeth Erb in Polen
- 1990: Jens und seine Eltern
- 1994: Er nannte sich Hohenstein[4], 1995: Epilog: Drei Frauen aus Poddembice[5], 1996: Letzte Stunden in Poddembice – eine dokumentarische Trilogie
- 1996: Frau Siebert und ihre Schüler
- 1998: Do Sanh – der letzte Film[6]
- 1999: Mendel lebt
- 2001: Gebrochene Glut
- 2002: Diese Bilder verfolgen mich – Dr. med. Alfred Jahn
- 2008: Geschichten vom Essen
- 2010: Wiederbegegnung. In: 20 × Brandenburg – Menschen – Orte – Geschichten
- 2013: Raimund – ein Jahr davor[7]
- 2017: Anton und ich[8]
- 2019: Waffenstillstand – Mein Sommer ’45 in Dresden[9]

## Texte von Hans-Dieter Grabe
(in chronologischer Reihenfolge)
- zu seinem Film Ludwig Gehm – ein deutscher Widerstandskämpfer. In: 50 Jahre Machtergreifung. ZDF 1983, S. 14–15.
- zu seinem Film Abdullah Y.: „Warum habe ich meine Tochter getötet?“ In: ZDF Journal Politik. Oktober 1986, S. 8–10.
- Oral History. In: Geschichte im Fernsehen. Ein Handbuch. Hrsg. von Guido Knopp und Siegfried Quandt. Wissenschaftliche Buchgesellschaft, Darmstadt 1988, ISBN 3-534-02487-7, S. 204–218.
- Kriege können verhindert werden, ich wollte es glauben. In: Abenteuer Wirklichkeit. Akademie der Künste, 1989, S. 19.
- Nachträglicher Versuch einer Antwort. In: 3sat Information. 11/89, S. 25–26.
- Verdrängt? Der Dokumentarfilm im Fernsehen und eigene Erfahrungen (in 1. Zeile statt „Wirklichkeit“ „Nachdenklichkeit“). In: Funkkorrespondenz. 45/1991, S. 33–35.
- Mein Weg zum Gesprächsfilm. Vortrag im Haus des Dokumentarfilms. In: Fernseh-Dokumentarismus. Bilanz und Perspektive (= Close up. Band 1). Hrsg. von Peter Zimmermann. Verlag Ölschläger, München 1992, ISBN 3-88295-182-6, S. 181–196.
- Statement zur Dokumentation. In: 26. Mainzer Tage der Fernsehkritik. ZDF, 1994, S. 253–257.
- Er nannte sich Hohenstein – Eine Vergangenheit will nicht vergehen. In: ZDF Jahrbuch 1994. S. 83–86.
- Jens und seine Eltern – Lebenserfahrungen. In: Im Abseits der Städte. ECON, 1994, S. 267–280.
- zu seinem Film Do Sanh – der letzte Film. In: ZDF Presse Spezial. März 1998, S. 2–6.
- Do Sanh – der letzte Film, Neue Erfahrungen. In: ZDF Jahrbuch 1998. S. 70–71.
- Es begann in Vietnam. Der Kinderchirurg Alfred Jahn und H.-D. Grabe in: ZDF Kontakt. 1/2003, S. 16–17.
- zu seinem Film Mendel lebt. In: Aus der Mitte. Hochschule für Bildende Künste Dresden. Sandstein Verlag Dresden, 2005, S. 131–138, 260.
- Hoffnungen. In Dokumentarfilm im Umbruch. UVK – Verlag Konstanz, 2006, S. 259–262.
- Leipzig, 25. April 2006 18.41, im Zug. In: 30 Vorworte. Stadt Duisburg/Duisburger Filmwoche, 2006.
- Es ist recht herrlich, daran zu denken, dass man essen kann, soviel man Lust hat. Zu seinem Film Geschichten vom Essen. In: ZDF Kontakt. 11/2008, S. 14 f.
- Dem Zuschauer Raum lassen für eigene Gedanken und Bilder. Vortrag an der Zürcher Hochschule der Künste. Zürcher Hochschule der Künste, Zürich 2010, S. 1–14.
- Blick zurück. In: Booklet zu der DVD-Edition Hans-Dieter Grabe – Dokumentarist im Fernsehen. absolut Medien, 2012, S. 33–38.
- Die große Spinne ist nun tot. Gedichte und Notizen aus meinem Leben. BoD, Norderstedt 2022, ISBN 978-3-7568-4228-5.

## Gespräche mit Hans-Dieter Grabe
(in chronologischer Reihenfolge)
- Martin Eggenschwyler zu Nur leichte Kämpfe im Raum Da Nang. 3sat, 3. März 1991.
- Christian Erlewein „Annähern, nicht anbiedern“ – H.-D. Grabe über die behutsame Methode seiner Dokumentarfilme. In: Medium. 2/92, ISSN 0025-8350.
- Martin Hübner Der DEFA-Komplex. Folge 8: Nestflüchter. MDR, 3. August 1993.
- Cornelia Bolesch zu Lebenserfahrungen: Do Sanh und Tage mit Sanh in Spuren des Krieges. In: Dokumentarfilmzeit. 3sat, 27. März 1994.
- Cornelia Bolesch zu Er nannte sich Hohenstein und Drei Frauen aus Poddembice. In: Dokumenarfilmzeit. 3sat, 26. März 1995.
- Cornelia Bolesch zu Jens und seine Eltern und Jens von Sonntagnachmittag bis Freitagabend. In: Dokumentarfilmzeit. 3sat, 15. Dezember 1996.
- Christa Blümlinger zu Frau Siebert und ihre Schüler. In: Dokumentarfilmzeit. 3sat, 15. März 1998.
- Christoph Hübner Dokumentarisch arbeiten: Lieber weniger als mehr. Dokumentarfilm. 3sat, 27. September 1998.
- Christoph Hübner: Dokumentarisch arbeiten: Lieber weniger als mehr. In: Ins Offene…Dokumentarisch arbeiten 2. In: Vorwerk. 8, 2000, S. 12–59.
- Dietrich Leder zu Do Sanh – der letzte Film. In: Dokumentarfilmzeit. 3sat, 30. April 2000.
- Bodo Witzke: „Ich muss nicht Angst vor Bomben haben“ – Der Dokumentarfilmer Hans-Dieter Grabe. Dokumentarfilm, ZDF, 7. März 2002 (1:39:29 Std.).[10]
- David A. Goldsmith: The Documentary Makers – Interviews with 15 of the Best in the Business. RotoVision, Switzerland, 2003, S. 44–53.
- Hardy Prothmann: Die ganze Härte – Gespräch mit Hans-Dieter Grabe. In: CUT 8+9. 2003, S. 38–39.
- Mark Obert: Rücksichtnahme und Respekt. In: epd medien. Nr. 90 17. November 2004.
- Titus David Hamdorf: Mit Genauigkeit und zärtlicher Länge – Gespräch mit dem Dokumentarfilmer Hans-Dieter Grabe, geführt von Titus David Hamdorf. In: Kunst & Therapie. Zeitschrift für bildnerische Therapien. 2005, Nr. 1, ISSN 1432-833X, S. 41–49.
- Ulrike Angermann: Forum extra. Hans-Dieter Grabe zum Siebzigsten. Gespräch zum Lebenswerk und zu den Lebensstationen. ZDFdokukanal, 6. März 2007.[11]
- Doris Titze: Es sind Begegnungen von großem Wert. In: Resonanz und Reslilienz. Hochschule für Bildende Künste Dresden. Sandstein Verlag Dresden, 2008, S. 63–75.
- Isabell Sterzel: Der Mann hinter der Kamera. In: Zeitschrift für Kulturanthropologie/Volkskunde. Johannes-Gutenberg-Universität Mainz. Nr. 10/2010, S. 10–14.